# Hlubany
Hlubany (německy Lubau) jsou část města Podbořany v okrese Louny. Nachází se na západě Podbořan. V roce 2011 zde trvale žilo 384 obyvatel.
Hlubany je také název katastrálního území o rozloze 3,39 km². V katastrálním území Hlubany leží i Podbořany.

## Historie
První písemná zmínka o obci pochází z roku 1321. Nejvýznamnější památkou je gotická tvrz ze 14. století. V roce 2010 byla tvrz kompletně opravena. V roce 1433 hlubanskou tvrz oblehla městská hotovost ze Žatce. Do poloviny 17. století sloužila jako sídlo majitelů panství. Od roku 1649, kdy byly Hlubany připojeny k panství Krásný Dvůr, zde bydleli vrchnostenští úředníci, později sloužila jako sýpka. V roce 1875 otevřeli v Hlubanech bratři Kristián a Gustav Martinové porcelánku. Počátkem 20. století v ní bylo zaměstnáno přes 200 dělníků.

## Obyvatelstvo
Při sčítání lidu v roce 1921 zde žilo 411 obyvatel (z toho 189 mužů), z nichž bylo 68 Čechoslováků, 338 Němců a pět cizinců. Až na tři evangelíky a osm členů církve československé byli římskými katolíky. Podle sčítání lidu z roku 1930 měla vesnice 752 obyvatel: 277 Čechoslováků, 450 Němců, šestnáct Rusů, jeden člověk jiné národnosti a osm cizinců. Stále výrazně převažovali římští katolíci, ale žilo zde také 33 evangelíků, patnáct Čechoslováků, tři židé, sedmnáct členů řeckokatolické církve, tři členové jiných nezjišťovaných církví a 31 lidí bez vyznání.
|                                                                          | 1869 | 1880 | 1890 | 1900 | 1910 | 1921 | 1930 | 1950 | 1961 | 1970 | 1980 | 1991 | 2001 | 2011 |
| ------------------------------------------------------------------------ | ---- | ---- | ---- | ---- | ---- | ---- | ---- | ---- | ---- | ---- | ---- | ---- | ---- | ---- |
| Obyvatelé                                                                | 279  | 352  | 379  | 396  | 431  | 411  | 752  | 298  | 295  | 329  | 267  | 289  | 250  | 384  |
| Domy                                                                     | 39   | 44   | 52   | 55   | 60   | 65   | 75   | 72   | .    | 68   | 59   | 80   | 84   | 110  |
| Počet domů z roku 1961 je zahrnut v celkovém počtu domů města Podbořany. |      |      |      |      |      |      |      |      |      |      |      |      |      |      |

## Pamětihodnosti
- Gotická tvrz ze 14. století
- Sloup se sochou svatého Jana Nepomuckého